# Lledó d'Empordà
Lledó d'Empordà (IPA: [ʎəˈðo ðəmpuˈɾða]) o Lledó (IPA: [ʎəˈðo]), oficialment anomenat Lladó en contra dels criteris filològics, però per voluntat de les persones que hi habiten, és un municipi de la comarca de l'Alt Empordà, a l'espai de transició conegut com a Garrotxa d'Empordà.
La vila és emplaçada a l'alta vall del Manol, al peu dels contraforts de llevant de la Mare de Déu del Mont, sota la muntanya de Falgars.
El nucli és comunicat per una carretera que va a la carretera N-260 de Figueres a Besalú, i per una altra que la uneix al nucli de Cabanelles i la mateixa carretera esmentada.

## Geografia
- Llista de topònims de Lladó (Orografia: muntanyes, serres, collades, indrets…; hidrografia: rius, fonts...; edificis: cases, masies, esglésies, etc.).

El terme municipal limita amb els municipis de Cistella, Navata i Cabanelles. Quant a termes d'antics ens locals històrics, limita al nord amb L'Estela, a l'est amb Navata, al sud amb Cabanelles i Vilademires, i a l'oest amb Sant Martí Sesserres.

## Història
La primera documentació del lloc de Lledó es troba en l'acta de dotació, per part del comte-bisbe Miró, d'unes vinyes i terres del terme de Lucduno al monestir de Sant Pere de Rodes l'any 977. L'any 1089 es restaura el culte i la vida monàstica a Santa Maria de Lladó al voltant del que es crea la vida del poble.
El 1592 el papa Climent VIII va declarar secularitzada la canònica agustiniana, i el 1596 va ser transformada en col·legiata. Els anys 1795 i 1808 el poble va patir greus danys per les guerres amb França. L'Any 1835 el monestir va ser abandonat, i poc després el 1840 es va suprimir de forma definitiva la comunitat. El 1929 la parroquialitat de Sant Feliu de Lladó va ser traslladada a la basílica de Santa Maria de Lladó.

## Nucli antic
El nucli antic de Lledó d'Empordà és un conjunt monumental inclòs en l'Inventari del Patrimoni Arquitectònic de Catalunya. Els edificis més emblemàtics del nucli antic són el monestir de Santa Maria de Lladó, l'església de Sant Feliu i l'edifici de l'ajuntament, a més dels diferents casals d'època moderna.
Està situat al bell mig del nucli urbà de la població, al voltant de l'església de Santa Maria i de les restes conservades de l'antiga canònica. L'urbanisme d'aquesta zona presenta diverses places i carrers estrets, disposats en pendent. En origen aquestes vies eren empedrades i actualment han estat arranjades. També hi ha algunes travessies consistents en passadissos coberts per voltes de canó i rebaixades que comuniquen el nucli. Les cases que conformen el nucli, determinades per les restes de la canònica, són rectangulars, amb les cobertes de teula de dos vessants, i distribuïdes en planta baixa, pis i golfes. Majoritàriament, les obertures són rectangulars i presenten els emmarcaments bastits amb carreus de pedra, amb les llindes planes. Bona part d'aquests edificis presenten trams del parament d'origen medieval. Les construccions són bastides en pedra sense treballar de diverses mides, disposades irregularment i lligades amb abundant morter de calç.

## Demografia
| Entitat de població | Habitants (2023) |
| Lledó               | 742              |
| el Pujol            | 51               |
| Manol               | 36               |
| Llavanera           | 19               |
| Font: Idescat       |                  |

| 1497 f | 1515 f | 1553 f | 1717 | 1787 | 1857  | 1877  | 1887  | 1900 | 1910  |
| ------ | ------ | ------ | ---- | ---- | ----- | ----- | ----- | ---- | ----- |
| 27     | 24     | 30     | 536  | 742  | 1.447 | 1.334 | 1.147 | 979  | 1.088 |

| 1920  | 1930 | 1940 | 1950 | 1960 | 1970 | 1981 | 1990 | 1992 | 1994 |
| ----- | ---- | ---- | ---- | ---- | ---- | ---- | ---- | ---- | ---- |
| 1.051 | 934  | 826  | 830  | 736  | 628  | 509  | 481  | 484  | 484  |

| 1996 | 1998 | 2000 | 2002 | 2004 | 2006 | 2008 | 2010 | 2012 | 2014 |
| ---- | ---- | ---- | ---- | ---- | ---- | ---- | ---- | ---- | ---- |
| 498  | 492  | 502  | 525  | 561  | 591  | 644  | 697  | 736  | 767  |

| 2016 | 2018 | 2020 | 2022 | 2024 | 2026 | 2028 | 2030 | 2032 | 2034 |
| ---- | ---- | ---- | ---- | ---- | ---- | ---- | ---- | ---- | ---- |
| 752  | 787  | 844  | 827  | 829  | -    | -    | -    | -    | -    |

## Activitat d'interès
Des de 1995 s'organitza la Fira del Formatge Artesà de Lladó, que s'ha convertit en un dels referents més importants de Catalunya en aquesta temàtica. La fira s'ubica entorn de l'església de Santa Maria de Lladó i la seva canònica i hi participen entre 5000 i 10000 persones.

## Lledonencs il·lustres
- Joaquim Tremoleda
- Marià Llavanera
- Montserrat Vayreda i Trullol, que jeu enterrada al cementiri del poble
- Moisès Sidrach